# Tsibanobalka
Tsibanobalka - Цибанобалка (rus) és un poble del krai de Krasnodar, a Rússia. Es troba a la vora esquerra del Tsibanova, que desemboca a la mar Negra. És a 10 km al nord d'Anapa i a 128 km a l'oest de Krasnodar.
Pertanyen a aquest poble els khútors de Níjniaia Gostagaika, Piatikhatki, Voskressenski, Kapustin, Kràsnaia Skala, Krasni, Krasni Kurgan i Pestxani; i el possiólok de Vérkhneie Djemete.